# Ferrari 458 Italia GT3
Pour les articles homonymes, voir GT3.
Chronologie des modèles
Ferrari F430 GT3 Ferrari 488 GT3
La Ferrari 458 Italia GT3 est une automobile de compétition développée et fabriquée par GT Competizione et Ferrari pour courir dans la catégorie GT3 de la Fédération internationale de l'automobile (FIA). Elle est dérivée de la Ferrari 458 Italia, d'où elle tire son nom.